# IC 4849
IC 4849 ist eine Spiralgalaxie vom Hubble-Typ Sc im Sternbild Pfau am Südsternhimmel. Sie ist rund 411 Millionen Lichtjahre von der Milchstraße entfernt.
Das Objekt wurde am 14. August 1901 vom US-amerikanischen Astronomen DeLisle Stewart entdeckt.